# Íránsko-saúdskoarabský zástupný konflikt
Íránsko-saúdskoarabský zástupný konflikt je zástupný konflikt mezi Íránem a Saúdskou Arábií, který probíhá na Blízkém východu a v dalších muslimských zemích. Tyto dvě země poskytly různou míru a formu podpory nepřátelským stranám v okolních konfliktech, včetně občanských válek v Sýrii a Jemenu a lokálních sporů v Bahrajnu, Libanonu, Kataru, a Iráku. Rivalita se rozšiřuje také na spory nebo soupeření i v jiných zemích po celém světě, včetně západní, severní a východní Afriky, jižní,, střední jižní Asie, Balkán a Kavkaz.
Konflikt, který byl popsán jako součást druhé studené války, je veden na několika úrovních o geopolitický, ekonomický a sektářský vliv ve snaze o regionální hegemonii. Rivalita vyvolala srovnání s dynamikou éry studené války a arabské studené války. Saúdská Arábie je v soupeření v různé míře a podobě podporována Spojenými státy americkými, Spojeným královstvím, Francií, Izraelem a arabskými státy Egyptem, Jordánskem, Jemenem, Spojenými arabskými emiráty, Kuvajtem, Bahrajnem a Marokem. Írán je obdobně podporován Ruskem, Běloruskem, Libanonem, Irákem (od roku 2006), Venezuelou (od roku 2019), Severní Koreou a do roku 2011 Libyí.
K roku 2017 se rivalita projevovala především jako politický a ekonomický boj umocněný náboženskými rozdíly a sektářstvím, který v regionu využívají obě země ke geopolitickým zájmům jako součást širšího konfliktu. Írán se považuje za vedoucí šíitskou muslimskou mocnost, zatímco Saúdská Arábie se považuje za vedoucí sunnitskou muslimskou mocnost (viz vztahy mezi šíity a sunnity).
Od 10. března 2023 byly diplomatické vztahy mezi Íránem a Saúdskou Arábií obnoveny díky čínsko-iráckým rozhovorům, což by mohlo mít pozitivní dopady na politické klima na Blízkém východě. Dohoda byla uzavřena poté, co se Írán dohodl na zastavení své vojenské podpory Hútíovských militantů v jemenské občanské válce.

## Historie

### 1979–2010
Zástupný konflikt mezi Saúdskou Arábií a Íráném začal v roce 1979. V únoru došlo k íránské islámské revoluci, kdy bylo svrženo Íránské císařství dynastie Pahlaví, kterou v regionu podporovaly Spojené státy americké. Írán se stal ší'itskou islámskou republikou. Současně revolucionáři vyzvali další muslimy v zemích regionu, aby svrhli monarchie a sekularizované arabské republiky. Tím došlo k ukončení arabské studené války mezi násirovským Egyptem a Saúdskou Arábií (konflikt mezi revolučními panarabskými republikami a tradicionalistikými monarchiemi) a k jejich spojení ve věci obrany nadvlády sunnitů nad ší'ity. V následujících pěti letech se islamisté pokusili o revoluce v Saúdské Arábii (1979), Egyptě a Bahrajnu (1981), Sýrii (1982) a v Libanonu (1983).
Již předtím v regionu operovaly Spojené státy americké, které v duchu Nixonovy doktríny, vedly jen zástupné konflikty. Od padesátých let Američané podporovali dynastii Pahlaví, kterou pomáhali dosadit k moci v Íránu. Tato velmoc jim měla zajistit stabilitu v často monarchistických státech Perského zálivu. Druhou rovinou byla probíhající studená válka, kdy Američané podporovali tradicionalistické monarchie (včetně Saúdské Arábie, která propagovala konzervativní směr islámu, tzv. wahhábismus), zatímco Sovětský svaz podporoval revoluční sekularistické arabské republiky, které zaváděly arabský socialismus (Egyptská arabská republika, Sjednocená arabská republika, Baasistický Irák, Baasistická Sýrie, Jižní Jemen, Severní Jemen, Alžírsko).
V osmdesátých letech se strany zapojily do konfliktů v íránských provinciích Chúzistán a Kurdistán. Dále do irácko-íránské války (1980–1988) nebo do arabsko-izraelského konfliktu.

### Po roce 2010
Současná fáze konfliktu běží od roku 2011, kdy vypuklo tzv. arabské jaro. To se projevilo v Tuniské revoluci, Egyptské revoluci, v protestech v Jemenu a v občanských válkách v Libyi a Sýrii. K destabilizaci tak došlo v regionálních mocnostech v Sýrii, Iráku i Egyptě. Saúdská Arábie kvůli destabilizaci regionu usilovala o utužení vztahů v rámci Rady pro spolupráci arabských států v Zálivu.
V roce 2015 Saúdská Arábie ustanovila Islámskou vojenskou protiteroristickou koalici (IMAFT). V té spolupracuje 41 států, které mají dominantně sunnitské obyvatelstvo. Ší'tské státy jako Írán, Irák a Sýrie nebyly přizvány. Tato iniciativa byla součástí saúdské snahy o izolaci Íránu. Saúdská Arábie v desátých letech 21. století také v tomto duchu usilovala o normalizaci vztahů s Izraelem, který vedl vlastní konflitk s Íránem.
V letech 2014 a 2019 Saúdská Arábie zasahovala v Sýrii a Írán a Irák v koalici s Ruskem a Tureckem proti Islámskému státu. Tyto extremistické skupiny ale mohly posilovat i díky dřívější podpoře Saúdské Arábie, která desetiletí ve spolupráci se Spojenými státy americkými podporovala revoluční milice ve snaze o oslabení vlivu Sovětského svazu a později ší'itských hnutí. Takto se prosadily extremistická hnutí jako Al-Káida, Islámský stát nebo Fronta an-Nusrá.
Poté, co se v roce 2015 stal saúdskoarabským králem Salmán bin Abd al-Azíz zaměřil se na boj s teroristy ohrožujícími vládu jeho dynastie a zvolil více asertivní zahraniční politiku. Od roku 2015 Saúdové vedou vojenskou intervenci proti Hútiúm a dalším milicím podporovaným Íránem v občanské válce v Jemenu. Obdobnou politiku prosazuje i korunní princ Muhammad bin Salmán.
V roce 2018 americký prezident Donald Trump uvrhl další sankce na Írán a nepodpořil íránskou jadernou dohodu. Naopak podporoval myšlenku regionální vojenské spolupráce se Saúdskou Arábií a dalšími zeměmi Perského zálivu. V roce 2020 Američané provedli úspěšný atentát na Kásima Solejmáního, velitele íránských jednotek Quds. Krátce poté Írán bombardoval dvě letiště v Iráku a omylem sestřelil ukrajinské civilní letadlo. Vůdce Hizballáhu Hasan Nasralláh v reakci prosazoval užší vojenskou spolupráci Osy odporu s cílem vyhnat Spojené státy americké z Blízkého východu. Spojené státy americké poté čelily silným íránským kybernetickým útokům.
Mediace Spojených států amerických vedla v roce 2020 k uzavření tzv. Abrahámovských dohod o normalizaci vztahů mezi Izraelem a Spojenými arabskými emiráty a Bahrajnem. Brzy poté mezi Izraelem a Marokem a Súdánem. Poté byla uzavřena arabsko-izraelská aliance, jejímž cílem bylo spolupracovat v boji proti Íránu.
V roce 2022 se Írán i Saúdská Arábie zapojily do mírových rozhovorů, které zprostředkoval Irák. V červenci 2022 země Rady pro spolupráci arabských států v Zálivu, Jordánsko, Egypt, Irák a Spojené státy americké jednali na bezpečnostím summitu v Džiddě. Arabské země zde vyzvaly Írán, aby nezasahoval do vnitřních záležitostí jiných zemí. Americký prezident Joe Biden představitele zmíněných států ubezpečil, že Spojené státy americké nedovolí, aby Írán disponoval jadernými zbraněmi.